# 戴夫·卡爾尼
戴夫·卡爾尼（英語：Dave Kearney；1989年7月19日—）是一位愛爾蘭橄欖球運動員。他是愛爾蘭國家橄欖球隊的一員，代表愛爾蘭參加了2015年世界盃橄欖球賽。